# Città di Acireale 1946
Città di Acireale 1946 (wł. Associazione Sportiva Dilettantistica Città di Acireale 1946) – włoski klub piłkarski, mający siedzibę w mieście Acireale, w południowej części kraju, grający od sezonu 2016/17 w rozgrywkach Serie D.

## Historia
Chronologia nazw:
- 1929: Società Sportiva Acireale
- 1933: klub rozwiązano
- 1946: Associazione Sportiva Acireale
- 1950: Associazione Calcio Acireale
- 1953: Associazione Sportiva Acireale
- 1957: Associazione Sportiva Acquapozzillo
- 1972: Associazione Sportiva Acireale
- 2006: klub rozwiązano
- 2006: Società Sportiva Dilettantistica Acireale Calcio
- 2014: klub rozwiązano
- 2014: Associazione Sportiva Dilettantistica Acireale – po reorganizacji A.S.D. Football Club Acireale
- 2018: Associazione Sportiva Dilettantistica Città di Acireale 1946

Klub sportowy SS Acireale został założony w miejscowości Acireale w 1929 roku. Początkowo zespół rozgrywał jedynie mecze towarzyskie. W 1930 klub dołączył do FIGC i w sezonie 1930/31 debiutował w rozgrywkach Terza Divisione Sicilia (D5). W 1931 awansował do Seconda Divisione Sicilia, a w 1932 do Prima Divisione. Po zakończeniu sezonu 1932/33 klub zrezygnował z dalszych występów i został rozwiązany.
Po zakończeniu II wojny światowej, klub wznowił działalność w 1946 roku i z nazwą AS Acireale został zakwalifikowany do Serie C. W 1950 klub zmienił nazwę na AC Acireale. W 1951 roku został zdegradowany do Promozione. W 1952 po kolejnej reorganizacji systemu lig czwarty poziom stał nazywać się IV Serie. W 1953 spadł do piątej ligi, zwanej Promozione Sicilia, po czym klub przywrócił nazwę AS Acireale. W 1957 roku liga została przemianowana na Campionato Dilettanti Sicilia, a klub na AS Acquapozzillo. W 1958 klub zdobył promocję do Campionato Interregionale (rozgrywki odbywały się w II grupach - Prima i Seconda Categoria), które w 1959 otrzymało nazwę Serie D. W 1969 awansował do Serie C. W 1972 klub wrócił do nazwy AS Acireale. W 1976 roku został zdegradowany do Serie D. Przed rozpoczęciem sezonu 1978/79 Serie C została podzielona na dwie dywizje: Serie C1 i Serie C2, wskutek czego Serie D została obniżona do piątego poziomu. W 1981 roku Serie D zmieniła nazwę na Campionato Interregionale. W 1989 klub zdobył awans do Serie C2, a w 1991 do Serie C1. W 1993 roku awansował do Serie B, ale po roku spadł z powrotem do Serie C1. W 1999 zespół został zdegradowany do Serie C2. W 2003 wrócił do Serie C1. Po zakończeniu sezonu 2005/06, w którym zajął 14.miejsce w grupie B Serie C1 i przegrał baraże play-out, z powodu problemów finansowych ogłosił bankructwo i został rozwiązany.
Latem 2006 roku klub został reaktywowany z nazwą SSD Acireale Calcio i startował w rozgrywkach Promozione Sicilia (D7). W 2007 otrzymał promocję do Eccellenza Sicilia, a w 2010 do Serie D. W 2013 zespół spadł do Eccellenza Sicilia. W sezonie 2013/14 klub po 23 kolejce zrezygnował z dalszych rozgrywek w grupie B Eccellenza Sicilia z powodu problemów ekonomicznych, które doprowadziły do drugiej upadłości klubu. 
W 2014 roku iny miejski klub ASD FC Acireale, który występował w Eccellenza Sicilia, zmienił nazwę na ASD Acireale. Przed rozpoczęciem sezonu 2014/15 wprowadzono reformę systemy lig, wskutek czego Eccellenza awansowała na piąty poziom. W sezonie 2016/17 zajął drugie miejsce w grupie B Eccellenza Sicilia i po wygranych barażach awansował do Serie D. W 2018 zmienił nazwę na ASD Città di Acireale 1946.

## Barwy klubowe, strój
|  |

Klub ma barwy granatowe. Zawodnicy domowe spotkania zazwyczaj grają w granatowych koszulkach, granatowych spodenkach oraz granatowych getrach.

## Sukcesy

### Trofea międzynarodowe
Nie uczestniczył w rozgrywkach europejskich (stan na 31-05-2020).

### Trofea krajowe
| \| \| Zdobyte trofea w rozgrywkach Włoch (stan na: 31-08-2020) \| |                                                          |      |                  |
| Rozgrywki                                                         | Osiągnięcie                                              | Razy | Sezon(y)         |
| · Mistrzostwo                                                     | I miejsce                                                | 0    |                  |
| · Mistrzostwo                                                     | II miejsce                                               |      |                  |
| · Mistrzostwo                                                     | III miejsce                                              | 0    |                  |
| · Puchar                                                          | zdobywca                                                 | 0    |                  |
| · Puchar                                                          | finalista                                                | 0    |                  |
| · Puchar                                                          | 1/32 finału                                              | 2    | 1993/94, 1995/96 |
| II liga                                                           | I miejsce                                                | 0    |                  |
| II liga                                                           | II miejsce                                               | 0    |                  |
| II liga                                                           | III miejsce                                              | 0    |                  |
| II liga                                                           | 16.miejsce                                               | 1    | 1993/94          |
| Włochy                                                            | Zdobyte trofea w rozgrywkach Włoch (stan na: 31-08-2020) |      |                  |

- Serie C1 (D3):
  - wicemistrz (1x): 1992/93 (B)

## Piłkarze, trenerzy, prezydenci i właściciele klubu

### Prezydenci
...
- 1946–1947:  Giuseppe Leonardi

...
- od 2018:  Sebastiano Grasso

## Struktura klubu

### Stadion
Klub piłkarski rozgrywa swoje mecze domowe na Stadio Aci e Galatea w mieście Acireale o pojemności 14,5 tys. widzów.

### Derby
- Catania Calcio
- Gela Calcio
- SC Marsala 1912
- Mazara Calcio
- ACR Messina
- Siracusa Calcio
- Giarre Calcio
- Sicula Leonzio
- Licata Calcio
- Paternò Calcio
- Ragusa Calcio